# Václav Trojan (politik)
Václav Trojan (* 12. května 1954) je český psycholog a politik, v 90. letech 20. století poslanec České národní rady a Poslanecké sněmovny za ODS.

## Biografie
Ve volbách v roce 1992 byl zvolen do České národní rady za ODS (volební obvod Jihočeský kraj).
Od vzniku samostatné České republiky v lednu 1993 byla ČNR transformována na Poslaneckou sněmovnu Parlamentu České republiky. Zde setrval do konce funkčního období parlamentu, tedy do voleb v roce 1996. Zasedal ve výboru petičním, pro lidská práva a národnosti. V letech 1995-1996 byl rovněž členem zahraničního výboru.
V sněmovních volbách roku 1996 kandidoval za ODS, ale nebyl zvolen, byť k zisku mandátu mu scházelo jen cca 200 hlasů. V prosinci 1997 ho oblastní sdružení ODS v Prachaticích nominovalo před nadcházejícím kongresem ODS jako kandidáta na předsedu strany, který měl vyzvat Václava Klause. V té době patřil ke křídlu občanských demokratů, které bylo kritické k politice Václava Klause. V průběhu prosince se ale Trojan kandidatury vzdal ve prospěch Jana Rumla.
V komunálních volbách roku 1994 a komunálních volbách roku 2002 neúspěšně kandidoval do zastupitelstva města Prachatice, přičemž roku 1994 byl kandidátem ODS, v roce 2002 bezpartijní na kandidátce US-DEU. Profesně uvádí jako psycholog. Později se stal členem Strany svobodných občanů, za kterou neúspěšně kandidoval v krajských volbách roku 2012. Jeho profese byla i nadále uváděna jako psycholog.
Ve volbách do Senátu PČR v roce 2014 kandidoval za Svobodné v obvodu č. 12 – Strakonice. Se ziskem 2,31 % hlasů skončil na předposledním 9. místě a nepostoupil tak ani do druhého kola.